# Кукла (веб-сериал)
«Кукла» (англ. Dummy) – американский комедийный веб-сериал, созданный Коди Хеллер. Премьера состоялась 20 апреля 2020 года на Quibi. Сериал изначально разрабатывался как телевизионный пилот, но затем сценарий был переписан для фильма, а позже разделён на 10 эпизодов, чтобы вписаться в концепцию Quibi.

## Сюжет
Начинающая сценаристка Коди случайно находит секс-куклу у своего бойфренда Дэна Хармона. Куклу зовут Барбара, она может разговаривать только с Коди и со временем становится её «подругой».

## В ролях
| Актёр          | Роль                       |
| -------------- | -------------------------- |
| Анна Кендрик   | Коди Хеллер                |
| Мередит Хагнер | Барбара Химмельбаум-Хармон |
| Донал Лог      | Дэн Хармон                 |
| Уэйн Федерман  | Стю                        |
| Роб Кордри     | Фил Голдмен                |

## Отзывы
Первый сезон сериала получил преимущественно положительные оценки кинокритиков.
На сайте Rotten Tomatoes у него 80 % положительных рецензий на основе 5 отзывов.

## Награды
| Год  | Награда                      | Категория                                                                   | Номинант     | Результат |
| ---- | ---------------------------- | --------------------------------------------------------------------------- | ------------ | --------- |
| 2020 | Прайм-таймовая премия «Эмми» | Лучшая женская роль в короткометражном комедийном или драматическом сериале | Анна Кендрик | Номинация |